# Стефан (титула)
Име Стефан, још у облицима Стјепан, Стипан и други, дуго популарно међу јужнословенским монарсима, а као почасну или чак као краљевску титулу користили су разни српски владари и претенденти на српски пријесто, нарочито краљеви Србије из породице Немањић и краљеви Босне из породице Котроманић.

## Ономастика
Име Стефан је изведено из грчке ријечи Стефанос (грч. Στέφανος) која значи „круна”. Постоји неколико стотина варијација у српском језику, од којих су већина хипокористици који се сада могу извести само из презимена. Стари Словени нису користили глас ф, па је тако грчки Стефанос усвојен као Стјепан и Стипан на простору данашње Босне и Херцеговине и Хрватске, као Шћепан на простору Црне Горе и као Стеван и Степан на простору Србије. Српска православна црква, међутим, задржала је првобитни изговор (без сифукса -ос) у литургији, због чега се облик Стефан (Стєфань) користио за помињање (већине канонизованих) српских владара. Швајцарски слависта Роберт Цет је примјетио да је употреба имена Стефан упућивала на друштвену хијерархију, с тиме да је било почасно, а не краљевско име: док је Урош I користио облик Стефан, његов син је крштен као Степан. Урош IV Душан се потписивао као Стефан, али је у молитвеним списима користио понизно име Степан. Неки српски краљеви ковали су новац, на којима се на једној страни налазио лик Светог Стефана са именом Стефан, док су на другој страни за себе користили име Степан.

## Историја
Име Стефан је уважавало велику популарност међу средњовјековним јужнословенским владарима. Са покрштавањем Јужних Словена, међу владарима појавила су се и хришћанска имена; у генерацији послије српског владара Мутимира, јављају се имена Стефан и Петар. Неколико припадника хрватске породице Трпимировић имало је име Стјепан, као што су Стјепан Држислав, Стјепан I и Стјепан II. Име је такође прихваћено и као друго име, тако да је хришћанско име додато словенском (народном) имену, као што је случај са Стјепана Држислава, као и неколико српских владара, као што су Стефан Војислав и његова браћа Мирослав, Страцимир и Немања. Неколико босанских банова је слиједило тај примјер: Стефан Војислављевић, Стефан Кулинић и банови из породице Котроманић Стефан I и Стефан II.
Краљевска традиција употребе имена Стефан као почасне титуле додате на првобитно словенско име почела је са српским великим жупаном Немањом. Његов син Стефан је крунисан за краља и сви каснији краљеви Србије из породице Немањић су користили почасну титулу Стефан уз своје словенско име. Популарност имена у средњовјековној Србији потиче од утицаја византијске културе и статуса Стефана Првомученика и као свеца заштитника Србије и као симбола Византије. Поштовање Светог Стефана било је толико важно да је био приказан на наличју краљевских печата раних владара из породице Немањић и на њиховом основном новцу. Историчари, као што су Душан Ј. Поповић и Џон ван Антверп Фајн, тврде да је Стефан српским владарима био више од „пуког имена” и био је „близу да буде дио титуле”. Према Сими Ћирковићу, то је имало посебно симболичко значење за српску државу.
Када је са смрћу Стефана Уроша V 1371. године нестала и главна породична линија Немањића, српски пријесто је остало празан и земља се распала. Босански бан Твртко I, праунук Стефана Драгутина, почео је да унапређује своју тврдњу о пропалом краљевств и онда се 1377. крунисао за краља Срба и Босне. У покушају да опонаша Немањиће, Твртко је свом имену додато име Стефан и понекад је чак изостављао своје право име, користећи само почасну титулу. Иако су претензије Котроманића на Србију изгубиле сваки практични значај послије владавине Твртка I, наредни босански краљеви пратили су његово дјело и усвојили име Стефан по ступању на пријесто. Посљедњи од њих, Стефан Томашевић, који је крштен са тим именом, чак се називао Стефан Штипан или Стефан Стипан, када је ступио на пријесто.
Босански краљеви нису били једини који су претендовали на српски пријесто. Њих никада нису прихватили владари малих држава које су настале распадом Српског царства. Лазар Хребељановић и његов зет Вук Бранковић, који су владари двјема од ових држава, понекад су за себе користили назив Стефан, иако никада нису тврдили да су у родбинским везама са Немањићима.